# Relaciones República Centroafricana-Estados Unidos
Las relaciones Estados Unidos-República Centroafricana son las relaciones diplomáticas entre Estados Unidos y República Centroafricana. Las relaciones han sido en general positivas, aunque las preocupaciones sobre el ritmo de la liberalización política y económica y los derechos humanos han afectado el grado de apoyo proporcionado por los Estados Unidos a la República Centroafricana.

## Historia
Los Estados Unidos y la República Centroafricana establecieron relaciones diplomáticas el 13 de agosto de 1960.
La Embajada de los Estados Unidos en Bangui se cerró brevemente como resultado de los motines de 1996-97. Se reabrió en 1998 con personal limitado, pero Agencia de los Estados Unidos para el Desarrollo Internacional (USAID) y Cuerpo de Paz que operaban anteriormente en Bangui no regresaron. La Embajada de Estados Unidos en Bangui nuevamente suspendió temporalmente las operaciones el 2 de noviembre de 2002 en respuesta a las preocupaciones de seguridad planteadas por el lanzamiento en octubre de 2002 del golpe de los militares de François Bozizé de 2003.
La Embajada reabrió sus puertas en enero de 2005; sin embargo, actualmente hay una representación diplomática / consular limitada de los Estados Unidos en la C.A.R. Como resultado, la capacidad de la Embajada para brindar servicios a los ciudadanos estadounidenses sigue siendo extremadamente limitada. El Departamento de Estado aprobó el levantamiento de las restricciones de ayuda de la Sección 508 provocadas por el golpe; La asistencia de los Estados Unidos a la República Centroafricana había sido prohibida, excepto en las áreas de ayuda humanitaria y apoyo para democratización.
El 27 de diciembre de 2012, EE. UU. Cerró su embajada en la República Centroafricana y retiró a sus diplomáticos debido al aumento de la violencia de la  en el país.

## Oficiales principales
- Embajador, Embajada de EE. UU. Bangui
- Embajador, Embajada de la República Centroafricana en Washington, D.C .-- Emmanuel Touaboy

## Misiones diplomáticas
La Embajada de EE. UU. se encuentra en Bangui.

## Galería

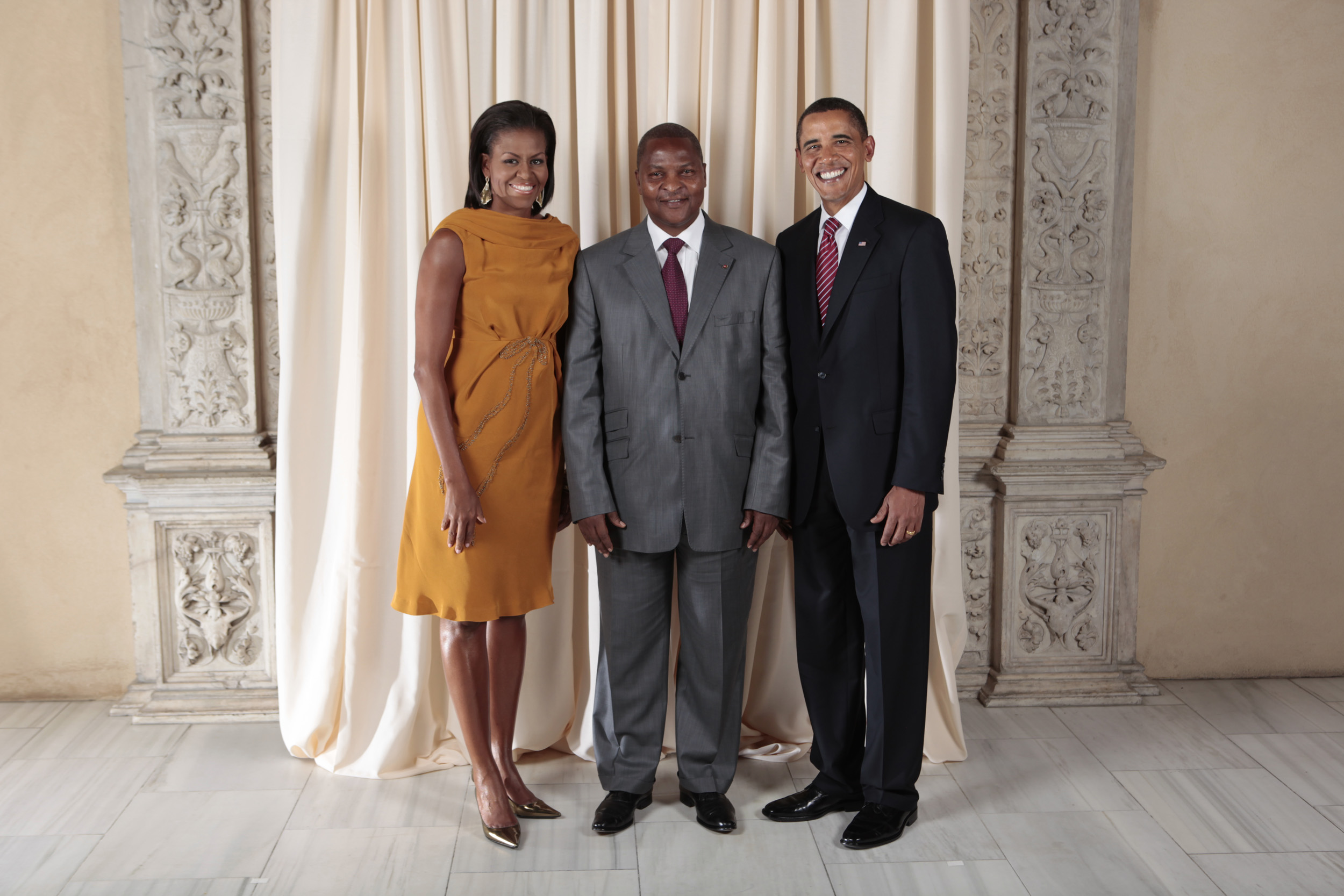
Barack Obama y la Primera Dama Michelle Obama con Faustin-Archange Touadéra en una recepción de 2009 en la ciudad de Nueva York.
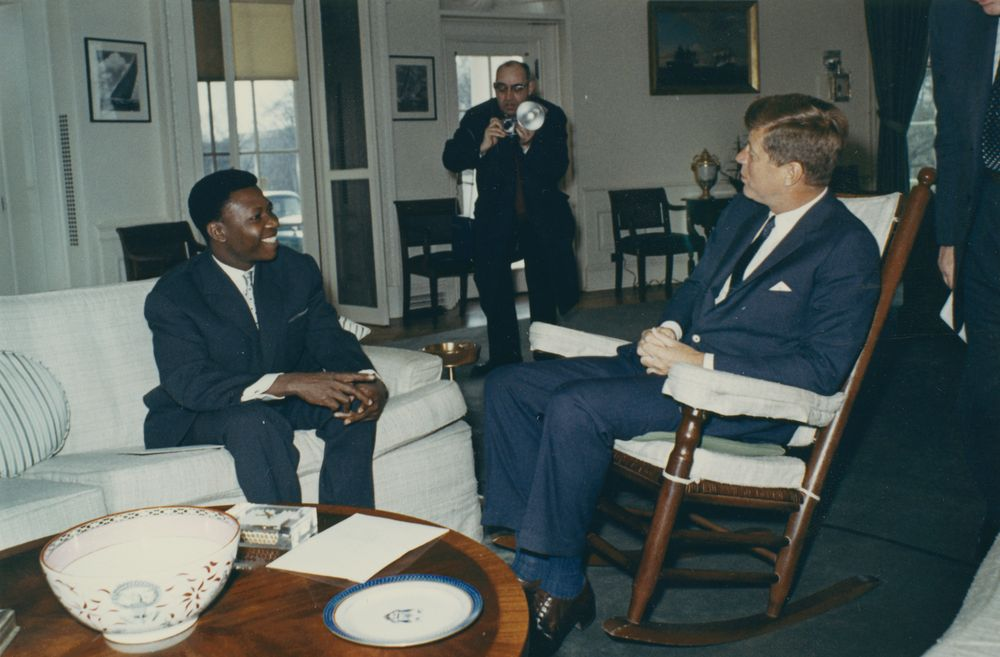
Jean-Pierre Kombet, primer embajador de la República Centroafricana en la reunión de los Estados Unidos con el presidente Kennedy, 1962.